# زیرانداز
زیرانداز نوعی پوشش پارچه‌ای، حصیری، پلاستیکی، برزنتی و .. است که معمولاً برای نشستن بر روی زمین مورد استفاده قرار می‌گیرد. همچنین، ممکن است که از این وسیله برای استفاده در زیر سفره نیز استفاده شود تا مانع از ریختن تکه‌های نان و غذا بر روی زمین یا کف اتاق شود.